# Muttergottes vom Zeichen

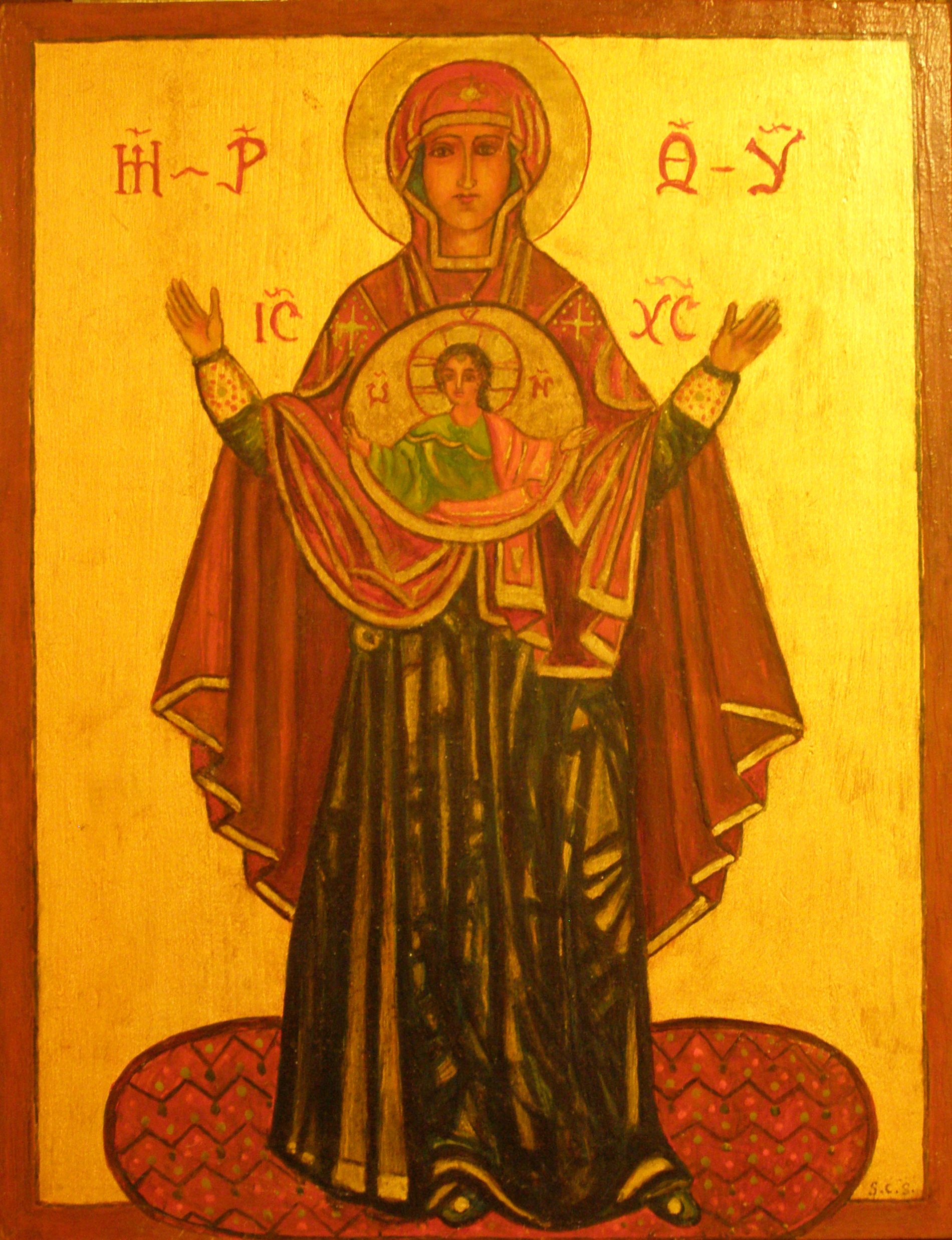
Muttergottes vom Zeichen

Die Ikone der Blacherniotissa Muttergottes vom Zeichen (russ. Знамение (znamenie), griech. Πλατυτέρα (Platytera)) ist in der byzantinischen Ikonografie, später nachfolgend in der russischen, ein bestimmter Typus eines Marienbildes und geht auf drei Gnadenbilder in der Blachernenkirche im Stadtviertel Blachernai in Konstantinopel zurück. (Siehe: Maria orans)

## Der Name
Die griechische Bezeichnung Platytera (griech.: platys = weit, breit) ist einem Troparion entnommen, mit dem in der Basilius-Anaphora Maria gepriesen wird: „Deinen Leib gestaltete Er umfangreicher als die Himmel“ (ihr Leib sei weiter als der Himmel, da sie Christus getragen habe), daher wird sie auch als Platytera ton Ouranon (gr.: „die umfassender ist als der Himmel“) bezeichnet.

## Ikonografie

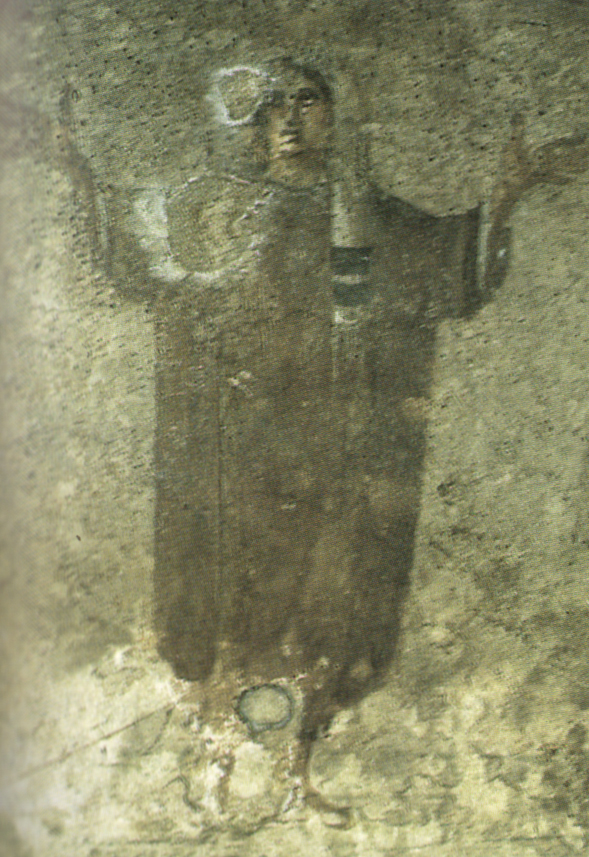
Cubicolo della Velata, Frau in Orantenpose, 3. Jahrhundert

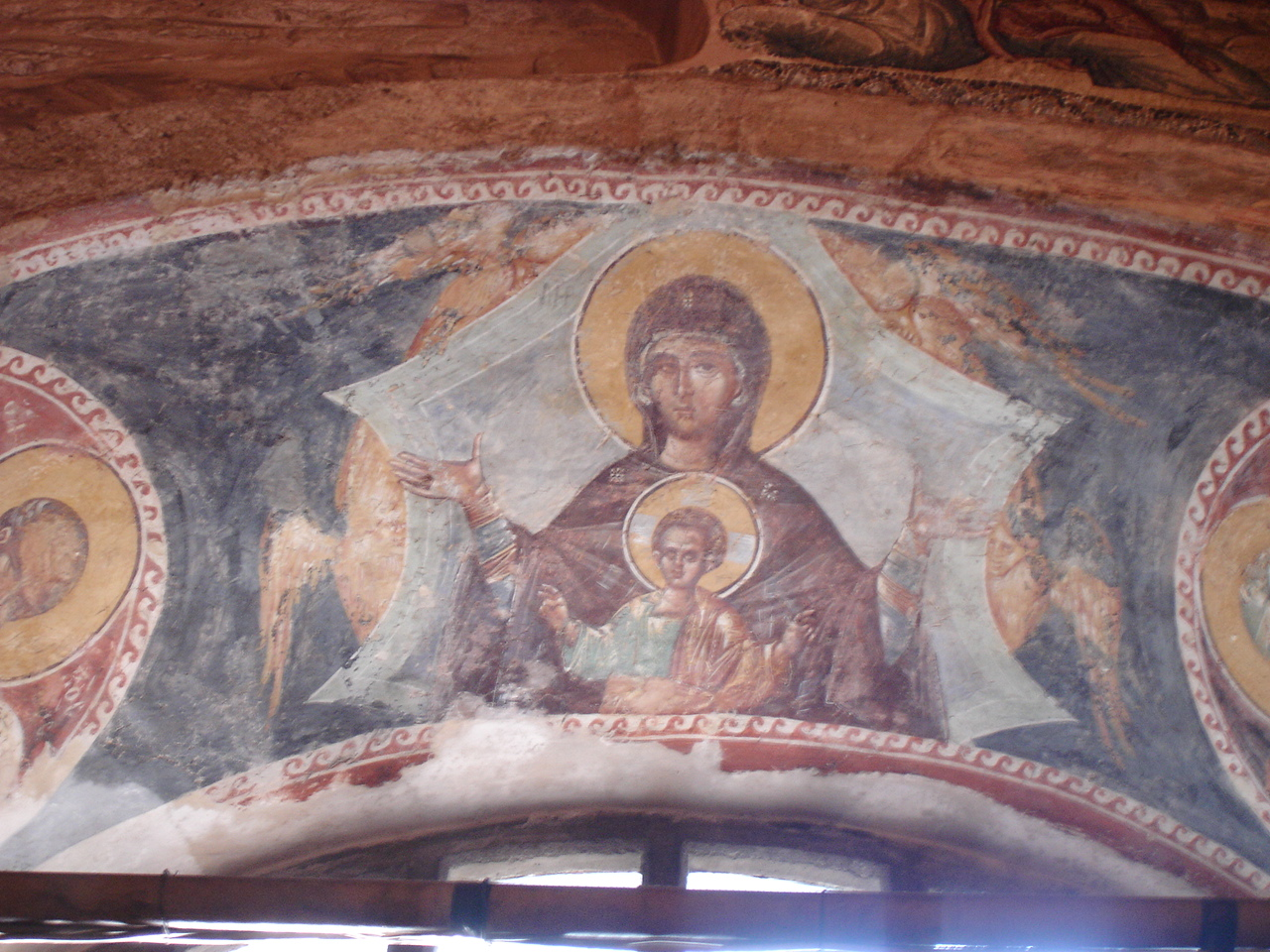
Die Blacherniotissa Muttergottes vom Zeichen ohne Clipeus in der Chora-Kirche in Istanbul

Die Ikone verkörpert die Prophezeiung Jesajas 7,14: „Der Herr selbst wird euch ein Zeichen geben: Siehe, eine Jungfrau ist schwanger und wird einen Sohn gebären, den wird sie heißen Immanuel.“ Maria ist das Zeichen, das Gott der Menschheit schenkt, um Hoffnung und Erlösung in die Welt zu bringen. Maria ist die „Muttergottes vom Zeichen“, die den Sohn, der von der Menschheit erwartet wird, empfängt und gebärt, damit er Heil unter alle Völker bringt.
Die Muttergottes vom Zeichen steht frontal mit seitlich erhobenen Armen in Orantenpose, die Augen auf den Beobachter gerichtet. Marias süßer und wehmütiger Gesichtsausdruck ist typisch für byzantinische Ikonen. Sie trägt über ihrem Gewand einen Mantel, auf dem drei Sterne zu sehen sind, die die heilige Jungfräulichkeit der Gottesmutter erinnern. Ihre Füße ruhen auf einem roten Teppich, um ihre königliche Art zu unterstreichen.
Vor ihrer Brust schwebt ein Medaillon (Clipeus), Symbol des Himmels, mit dem ungeborenen bekleideten Jesuskind (nach Jesaja 7,11: „die Jungfrau wird eine Leibesfrucht empfangen und einen Sohn gebären)“. Das Jesuskind hat das Gesicht eines Erwachsenen in Miniatur und seine Arme sind im Zeichen der Anerkennung der Menschheit geöffnet, während es mit beiden Händen segnet.
Wird Maria als Halbfigur dargestellt, erscheint das Christuskind auch ohne den es umrahmenden Clipeus.

## Marienwunder
Die Muttergottes vom Zeichen oder ihr Banner, den die byzantinischen Kaiser in der Schlacht an der Spitze trugen, soll Konstantinopel in den Belagerungen von 626 und 860 gerettet haben. 1170 soll Nowgorod, eine der ältesten und wichtigsten Städte Russlands, vor dem Angriff der Susdalen gerettet haben. 1532 soll die Muttergottes vom Zeichen Nowgorod von der Pest gerettet haben.

## Die Verbreitung der Ikone

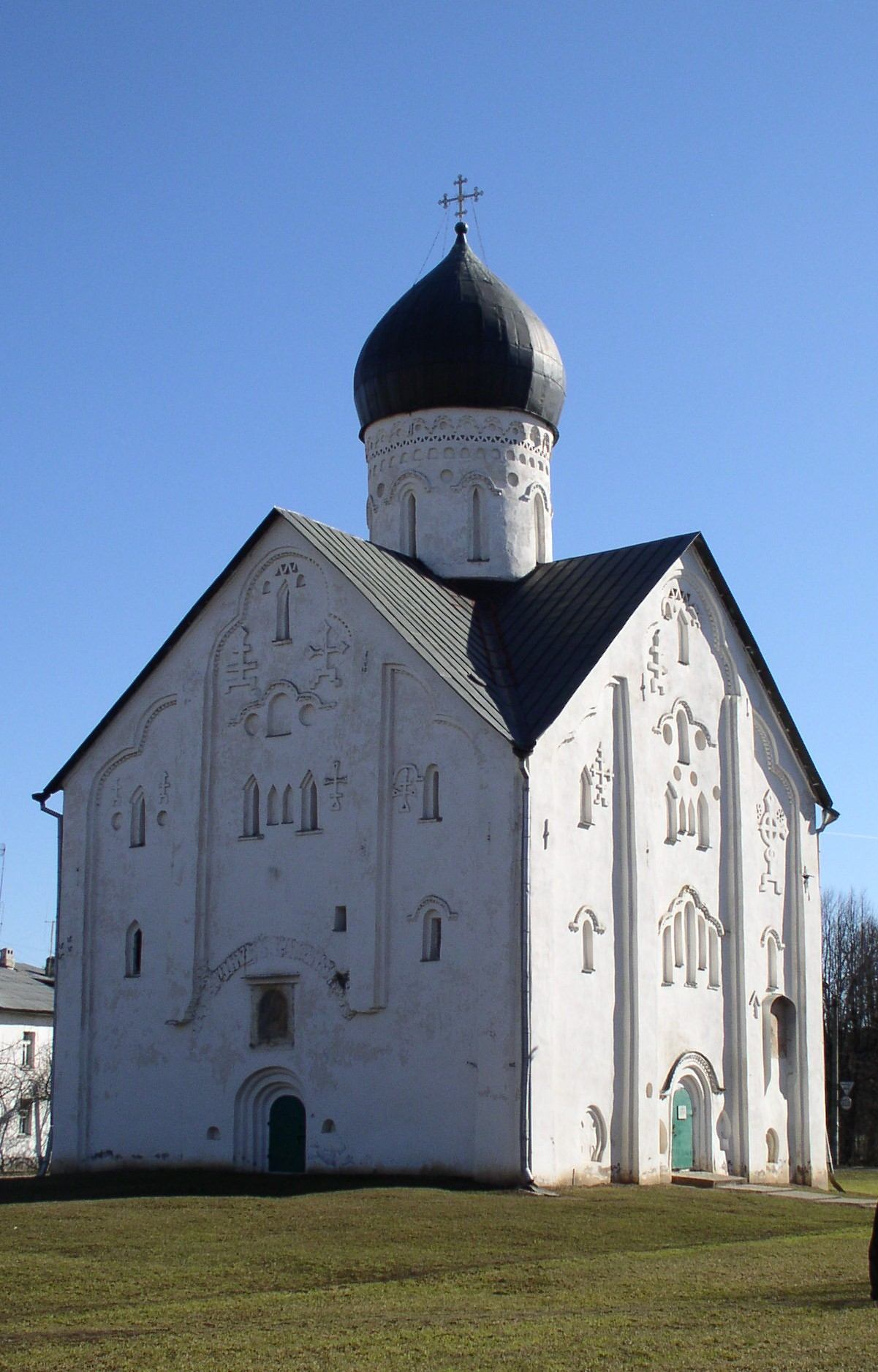
Verklärungskirche in der Ilyina Straße

Muttergottes vom Zeichen in der Sophienkathedrale in Nowgorod, erste Hälfte des 12. Jahrhunderts

Die Muttergottes vom Zeichen fand eine besondere Verehrung in der Russischen Kirche. Byzantinische Missionare brachten sie nach Russland, wo sie in der Verklärungskirche in der Ilyina Straße in Nowgorod  aufbewahrt und verehrt wurde.
1170 wurde die Ikone Muttergottes vom Zeichen berühmt als die Stadt Nowgorod durch ihre Fürsprache die Befreiung erhielt.
Im Februar 1170 überfielen die Truppen des Großfürsten von Susdal, Andrei Bogoljubski, die Stadt Nowgorod. Nach dreitägiger Belagerung waren die Bürger von Nowgorod erschöpft von den blutigen Kämpfen und waren davon überzeugt, dass ihnen nur die Gottesmutter helfen konnte. Johann, der damalige Erzbischof betete in der dritten Nacht des Krieges vor der Ikone und bat die Mutter Gottes um Hilfe, als er deutlich eine Stimme hörte, die ihm zuflüsterte, die Ikone auf die Stadtmauer zu bringen, damit sie von den Feinden, die selbst Christen waren, gesehen werden konnte und die Geste als Friedenszeichen akzeptieren würden.
Nach der Göttlichen Liturgie wurde die Jungfrau in einer Prozession unter Schluchzen der Gläubigen zur Stadtmauer gebracht und den Feinden gezeigt, die einen Pfeilregen auf die Menge feuerten. Eine dieser Pfeile traf die Ikone der Gottesmutter ins Gesicht, die auf wundersame Weise anfing zu weinen. Der Bischof sprach von Wunder. Das Zeichen des Himmels war gekommen. Eine Wolke bedeckte die Belagerer, die die profane Geste verstanden hatten. Es kam zu einem inneren Kampf, der die unheiligen Truppen zunichtemachte. Die Bürger von Nowgorod ergriffen die Chance den entscheidenden Angriff zu beginnen. Der Feind wurde geschlagen. Der Ruf der Ikone verbreitete sich in ganz Russland und überschritt bald die russischen Grenzen. Viele davon sind Kopien des heiligen Bildes und alle erzählen von Wundern.

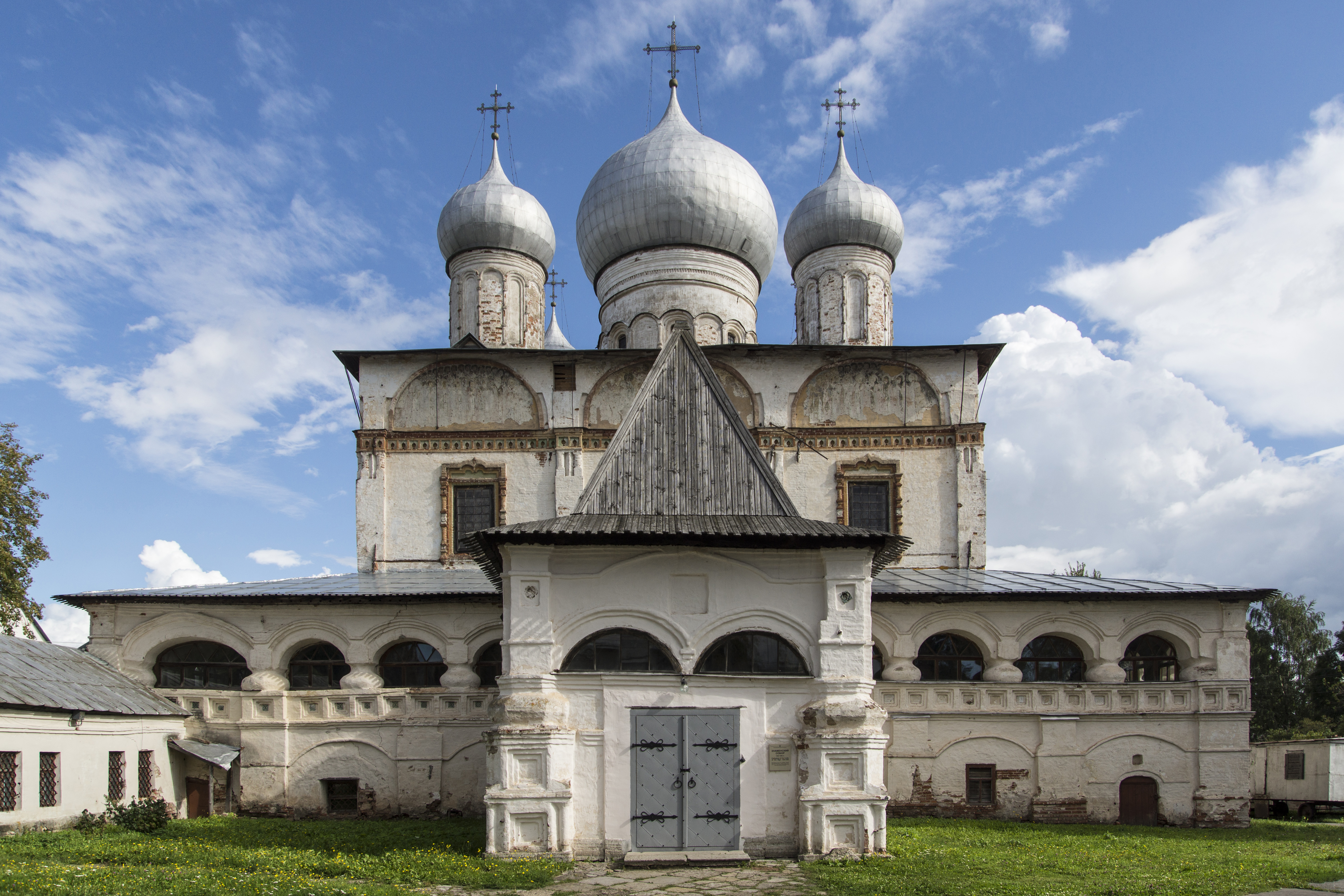
Die Muttergottes-vom-Zeichen-Kattedrale

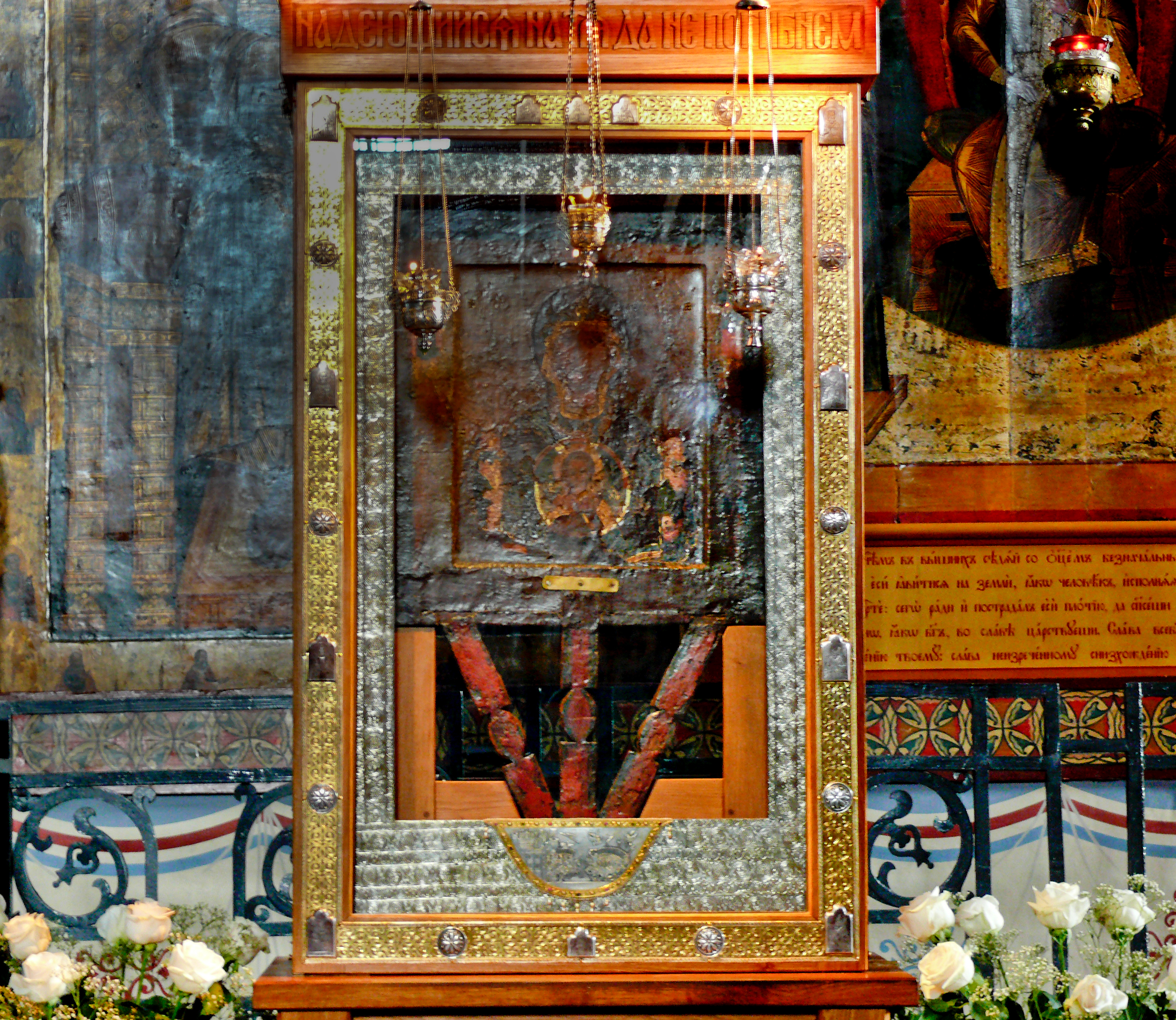
Die Ikone der Muttergottes vom Zeichen in der Sophienkathedrale in Weliki Nowgorod

1352 wurde Nowgorod von der Pest heimgesucht, deren Verschwinden der Muttergottes vom Zeichen zugeschrieben wurde. Die dankbaren Einwohner errichteten ihr 1354 eine neue Steinkirche, wo sie 1536 überführt wurde und bis 1478 verblieb als Iwan III. die Stadt belagern ließ.
1682 wurde auf dem Gelände einer niedergebrannten Kirche, die Muttergottes-vom-Zeichen-Kirche genannt wurde die Muttergottes-vom-Zeichen-Kathedrale errichtet, wo die Ikone der Muttergottes vom Zeichen ein neues zuhause bekam. Während der sowjetischen Periode wurde sie im nahe gelegenen Museum untergebracht. In den 1990er Jahren kam die Ikone in die Sophienkathedrale, wo sie sich noch heute befindet.

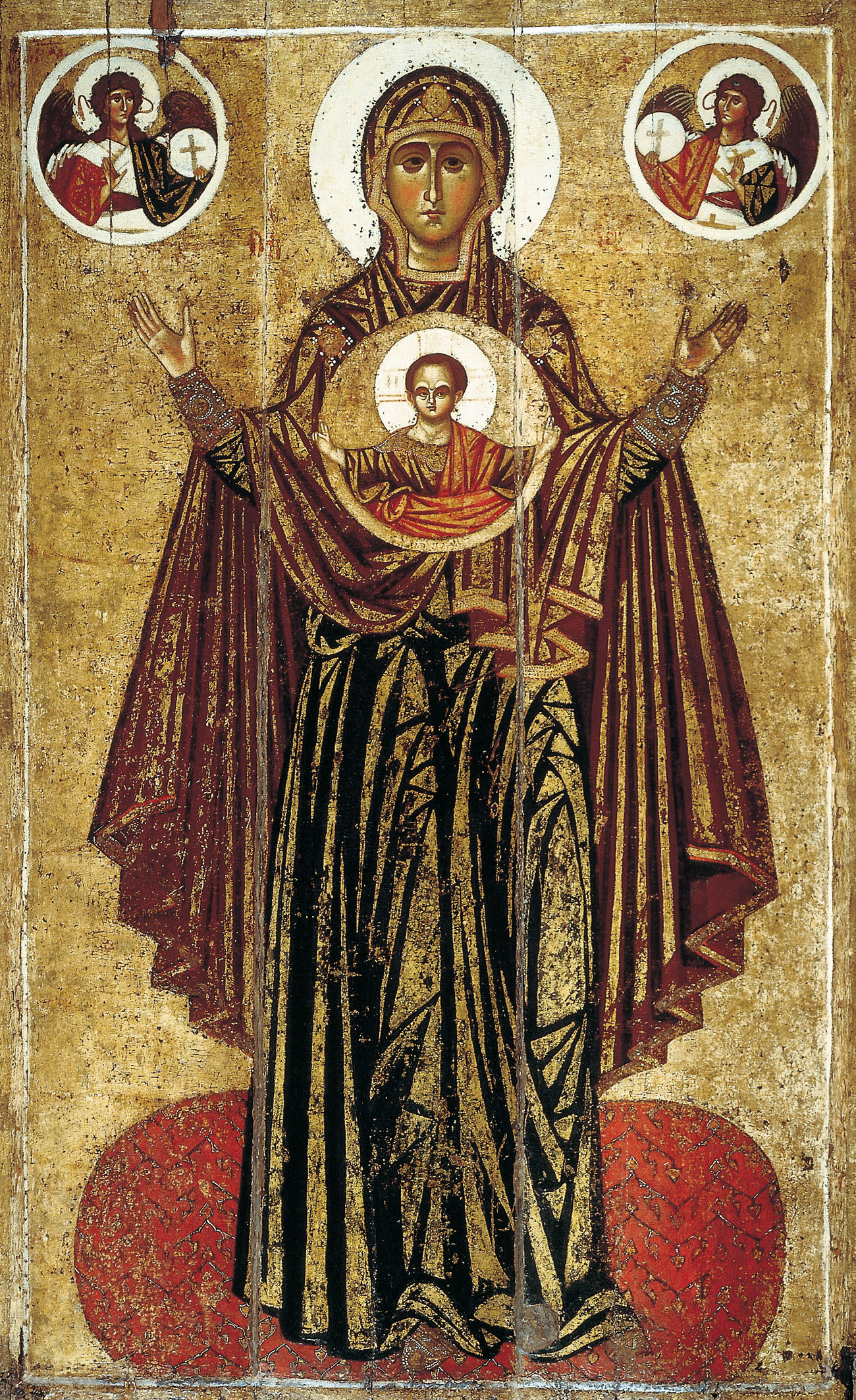
Die Muttergottes vom Zeichen, Tretjakow-Galerie, 13. Jahrhundert
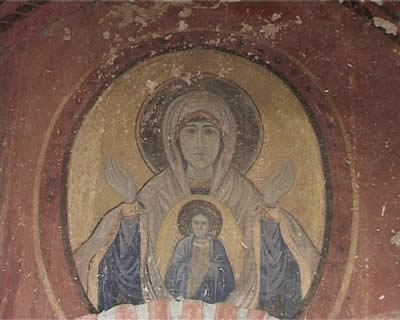
Fresko in der Sankt Stephen Höhlenkirche bei Shipokno, Mazedonien, 15. Jahrhundert
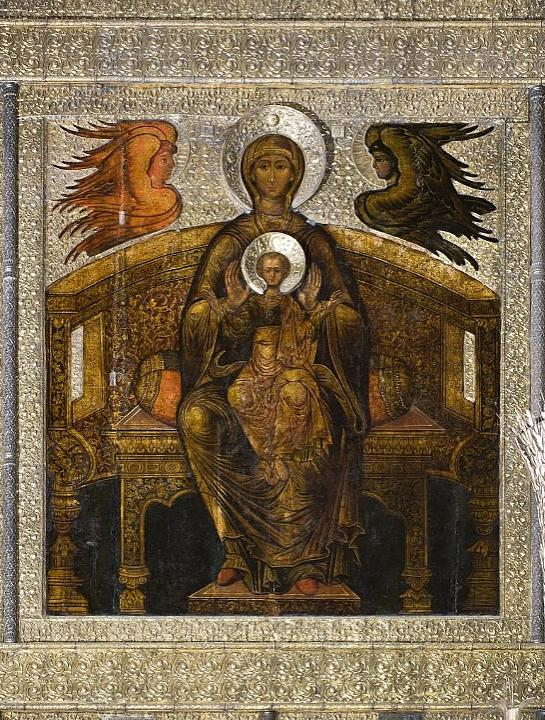
Die Muttergottes vom Zeichen, Mariä-Entschlafens-Kathedrale in Moskau
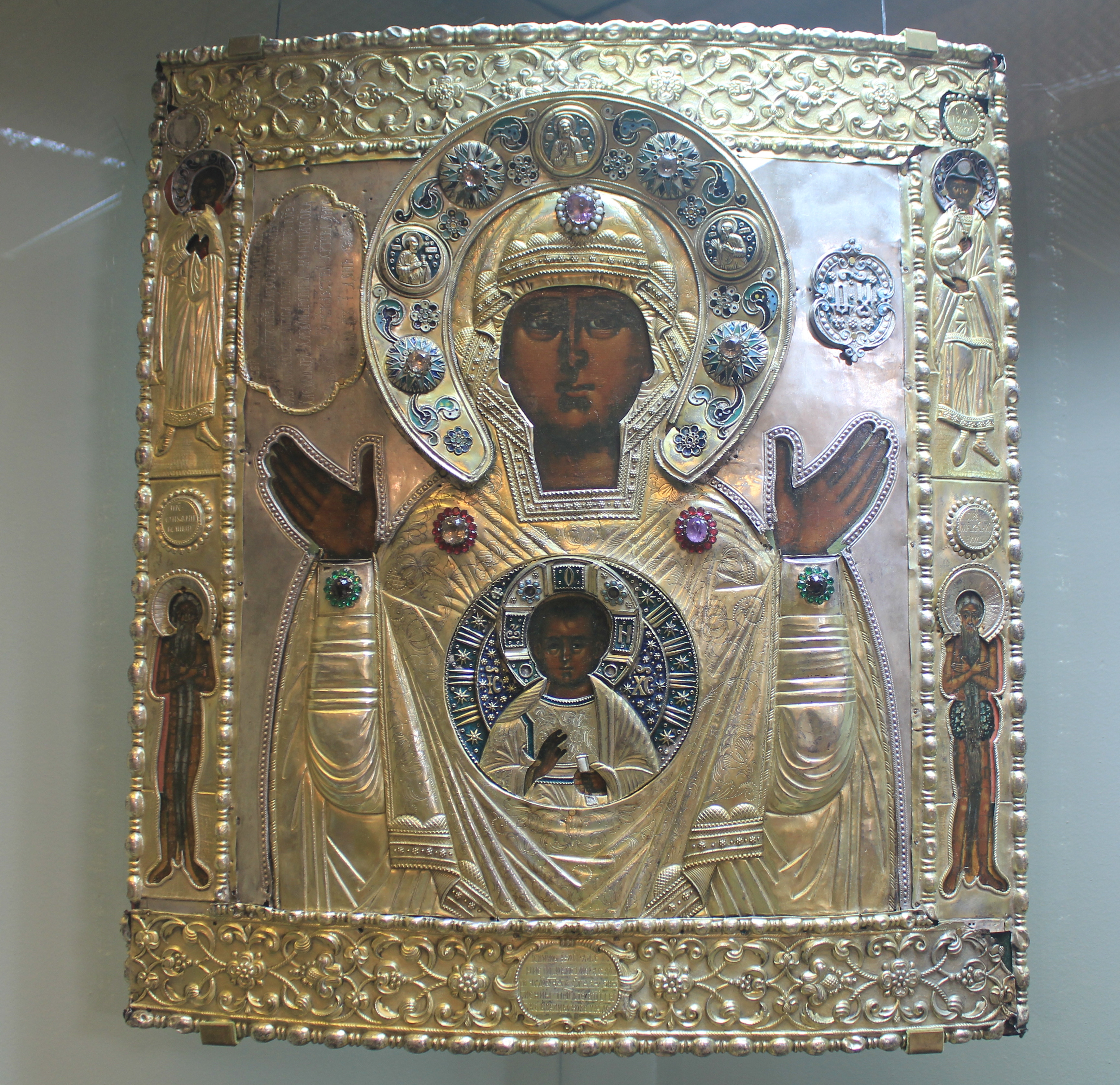
Die Muttergottes vom Zeichen mit Silberriza im Staatlichen Historischen Museum in Moskau, 18. Jahrhundert
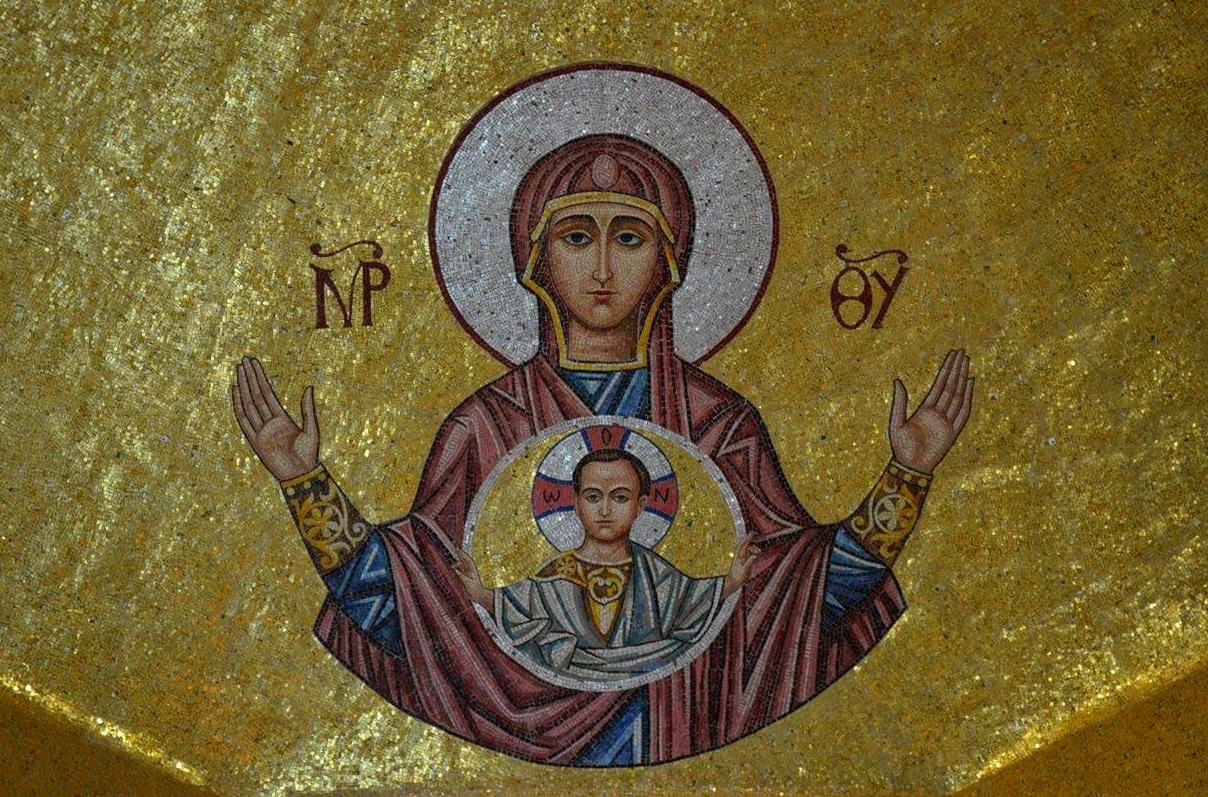
Die Muttergottes vom Zeichen in der griechisch-byzantinischen Wallfahrtskirche SS. Cosma e Damiano in San Cosmo Albanese, Kalabrien, 20. Jahrhundert
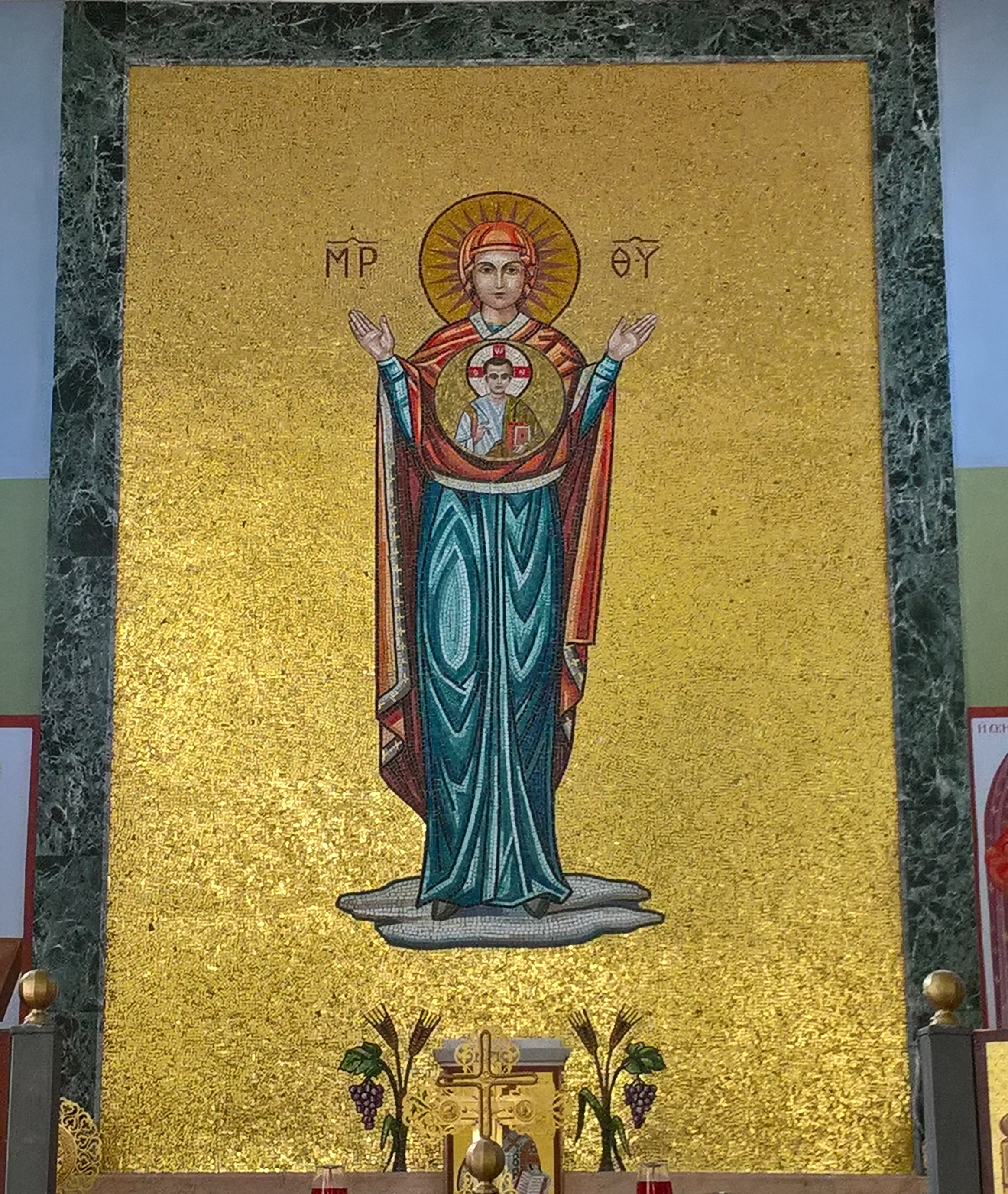
Die Muttergottes vom Zeichen in der griechisch-byzantinischen Pfarrkirche San Mauro in Cantinella (Corigliano Calabro), 20. Jahrhundert